# Impresión de órganos en 3D
La impresión en 3D es una tecnología emergente que se ha utilizado para la creación de objetos reales a partir de modelos creados por computadora, desde juguetes y joyas hasta automóviles y comida.
Uno de los usos más actuales e innovadores en impresión 3D, es un start-up llamado Modern Meadow, el cual una compañía tuvo la idea de crear carne cruda utilizando una bioimpresora en tercera dimensión. El material utilizado en este tipo de impresión está compuesto por Célula /Células  que son extraídas de animales por medio de una biopsia. Dichas células son capaces de reproducirse fácilmente y una vez que se da este proceso, se colocan en un biocartucho, por lo tanto se utiliza biotinta en el proceso de impresión.
De acuerdo a Mike Titsch el verdadero reto en este nuevo campo de impresión en 3D es el hecho de trabajar con materiales vivos: "El proceso mecánico no es tan complicado. La parte complicada es la de los materiales, que son biológicos en naturaleza. No es como imprimir en 3D plástico o metal. El plástico no se muere si lo dejas en un estante que está expuesto a temperatura ambiente durante mucho tiempo”.
En la impresión de órganos, mientras más compleja sea la estructura que se intenta construir, más complejo es el proceso para hacerlo. Según los expertos, la creación de órganos de mayor complejidad como un corazón, un hígado o un riñón tardará todavía entre 20 y 30 años.
Los Investigadores rusos del laboratorio 3D Bioprinting Solutions anunciaron que su siguiente plan es tener el primer riñón en 3D para el año 2018. Por otro lado, científicos en EE. UU. han afirmado que imprimirán el primer corazón humano en el año 2025.

### Posibles aplicaciones en medicina.
La bioimpresión es una técnica revolucionaria que utiliza biotintas con células madre para fabricar estructuras celulares, como piel, tejido u órganos, capa a capa. Este proceso permite la creación de órganos a medida, como corazones, oídos, pulmones o riñones, utilizando las propias células del paciente. Aunque aún es temprano para contar con órganos bioimpresos totalmente viables y duraderos, ya hay evidencia de órganos creados con esta tecnología, como un mini corazón impreso en 3D.  

#### Reproducción Asistida
Investigadores americanos han logrado un hito al desarrollar los primeros ovarios artificiales o bioprotésicos impresos en 3D. Para ello han utilizado una gelatina elaborada con colágeno (Gelatina metacriloilo) descompuesto como tinta, se ha desarrollado un andamio en forma de rejilla. Sobre este andamio, se han implantado folículos ováricos y óvulos inmaduros, Estos ovarios, implantados en roedores, demostraron la capacidad de ovular, concebir, dar a luz y alimentar a las crías con leche materna. 
A largo plazo, el modelo permitirá por ejemplo repoblar tejidos ováricos (o bien nativos o bien de iPS), lo que nos permitirá modular el tamaño del órgano, siendo útil en la transición de la niñez a la pubertad. 
Sin embargo, si miramos a largo plazo, este avance nos abre un abanico inmenso de posibilidades, tanto imaginables como inimaginables a día de hoy, en clínica como en reproducción asistida, y entre ellas vamos a destacar:
1. Recuperación de la fertilidad tras el tratamiento contra el cáncer.
2. Tratamiento de la infertilidad
3. Disminución del tratamiento hormonal en técnicas reproductivas: ya que se logró un nacimiento vivo sólo con el implante; No se requieren factores de crecimiento angiogénicos, estimulación hormonal ni transferencia de embriones.